# Acanthanectes
Acanthanectes is een geslacht van straalvinnige vissen uit de familie van drievinslijmvissen (Tripterygiidae). Het geslacht is voor het eerst wetenschappelijk beschreven in 1993 door Holleman & Buxton.

## Soorten
- Acanthanectes hystrix Holleman & Buxton, 1993
- Acanthanectes rufus Holleman & Buxton, 1993